# Дзядова Клода (гміна)
Гміна Дзядова Клода (пол. Gmina Dziadowa Kłoda) — сільська гміна у південно-західній Польщі. Належить до Олесницького повіту Нижньосілезького воєводства.
Станом на 31 грудня 2011 у гміні проживало 4656 осіб.

## Територія
Згідно з даними за 2007 рік площа гміни становила 105.14 км², у тому числі:
- орні землі: 75.00%
- ліси: 18.00%

Таким чином, площа гміни становить 10.02% площі повіту.

## Населення
Станом на 31 грудня 2011:
| Опис     | Загалом | Загалом | Чоловіки | Чоловіки | Жінки | Жінки |
| -------- | ------- | ------- | -------- | -------- | ----- | ----- |
| одиниця  | осіб    | %       | осіб     | %        | осіб  | %     |
| все      | 4656    | 100     | 2324     | 49.91    | 2332  | 50.09 |
| міське   | 0       | 100     | 0        |          | 0     |       |
| сільське | 4656    | 100     | 2324     | 49.91    | 2332  | 50.09 |

## Сусідні гміни
Гміна Дзядова Клода межує з такими гмінами: Берутув, Вількув, Намислув, Олесниця, Пежув, Сицув.